# Nutbron
De Nutbron is een korte beek in Nederlands Zuid-Limburg in de gemeente Gulpen-Wittem. De beek ligt ten noorden van Epen en ten zuidwesten van Mechelen tussen de buurtschappen Schweiberg en Broek op de linkeroever van de Geul.

## Ligging
De Nutbron ligt in het Geuldal en is onderdeel van het stroomgebied van de Maas. De beek ontspringt ten zuidoosten van Schweiberg en noordwesten van Broek op de oostelijke helling van het Plateau van Crapoel. De Nutbron wordt gevoed door negen bronnen in het bronnetjesgebied die snel na het ontspringen samenvloeien in de beek. Vlak na het kruisen van de Eperweg mondt de beek bij Hurpesch tussen de Klitserbeek en de Schaeberggrub uit in de Geul. Even na de monding ligt de Bovenste Molen.
Op ongeveer 400 meter noordelijker stroomt de Landeus aan de andere zijde van de heuvelrug waarop Schweiberg gelegen is.